# FBI (Fernsehserie, 2018)/Episodenliste
Diese Episodenliste enthält alle Episoden der US-amerikanischen Drama- und Krimiserie FBI, sortiert nach der US-amerikanischen Erstausstrahlung. Die Fernsehserie umfasst derzeit sieben Staffeln mit 135 Episoden.

## Übersicht
| Staffel | Episodenanzahl | Erstausstrahlung USA | Erstausstrahlung USA | Deutschsprachige Erstausstrahlung | Deutschsprachige Erstausstrahlung |
| Staffel | Episodenanzahl | Staffelpremiere      | Staffelfinale        | Staffelpremiere                   | Staffelfinale                     |
| ------- | -------------- | -------------------- | -------------------- | --------------------------------- | --------------------------------- |
| 1       | 22             | 25. September 2018   | 14. Mai 2019         | 1. Januar 2019                    | 3. Dezember 2019                  |
| 2       | 19             | 24. September 2019   | 31. März 2020        | 2. Juni 2020                      | 23. Februar 2021                  |
| 3       | 15             | 17. November 2020    | 25. Mai 2021         | 15. April 2021                    | 19. Oktober 2021                  |
| 4       | 21             | 21. September 2021   | 17. Mai 2022         | 15. Juni 2022                     | 24. August 2022                   |
| 5       | 23             | 20. September 2022   | 23. Mai 2023         | 11. März 2023                     | 6. Januar 2024                    |
| 6       | 13             | 13. Februar 2024     | 21. Mai 2024         | 24. August 2024                   | 9. November 2024                  |
| 7       | 22             | 15. Oktober 2024     | 20. Mai 2025         | 26. Mai 2025                      |                                   |

## Staffel 1
Die Erstausstrahlung der ersten Staffel war vom 25. September 2018 bis zum 14. Mai 2019 auf dem US-amerikanischen Fernsehsender CBS zu sehen. Die deutschsprachige Erstausstrahlung fand vom 1. Januar bis zum 3. Dezember 2019 auf Sat.1 emotions statt.
| Nr. (ges.) | Nr. (St.) | Deutscher Titel                | Originaltitel          | Erstausstrahlung USA | Deutschsprachige Erstausstrahlung (D) | Regie                | Drehbuch                                | Zuschauer (USA) |
| ---------- | --------- | ------------------------------ | ---------------------- | -------------------- | ------------------------------------- | -------------------- | --------------------------------------- | --------------- |
| 1          | 1         | In letzter Sekunde             | Pilot                  | 25. Sep. 2018        | 1. Jan. 2019                          | Niels Arden Oplev    | Craig Turk Idee: Dick Wolf & Craig Turk | 10,08 Mio.      |
| 2          | 2         | Vergiftete Seelen              | Green Birds            | 2. Okt. 2018         | 8. Jan. 2019                          | Nick Gomez           | Aaron Fullerton                         | 9,37 Mio.       |
| 3          | 3         | Brandzeichen                   | Prey                   | 9. Okt. 2018         | 15. Jan. 2019                         | Norberto Barba       | Andrew Wilder                           | 9,17 Mio.       |
| 4          | 4         | Kreuzfeuer                     | Crossfire              | 16. Okt. 2018        | 22. Jan. 2019                         | Arthur W. Forney     | Brian Anthony                           | 9,31 Mio.       |
| 5          | 5         | Radioaktiv                     | Doomsday               | 23. Okt. 2018        | 29. Jan. 2019                         | Fred Berner          | Judith McCreary                         | 8,82 Mio.       |
| 6          | 6         | Entführt                       | Family Man             | 30. Okt. 2018        | 5. Feb. 2019                          | Jean de Segonzac     | Barbie Kligman                          | 9,41 Mio.       |
| 7          | 7         | Außer Kontrolle                | Cops and Robbers       | 13. Nov. 2018        | 12. Feb. 2019                         | Jean de Segonzac     | Hadi Nicholas Deeb                      | 9,19 Mio.       |
| 8          | 8         | Das Jüngste Gericht            | This Land Is Your Land | 20. Nov. 2018        | 19. Feb. 2019                         | Charlotte Brandstrom | Claire Demorest                         | 8,91 Mio.       |
| 9          | 9         | Zeugenschutz                   | Compromised            | 4. Dez. 2018         | 26. Feb. 2019                         | Ed Ornelas           | Katie Swain                             | 9,72 Mio.       |
| 10         | 10        | Undercover                     | The Armorer’s Faith    | 11. Dez. 2018        | 5. März 2019                          | Nicole Rubio         | Andrew Wilder                           | 9,04 Mio.       |
| 11         | 11        | Identitätskrise                | Identity Crisis        | 15. Jan. 2019        | 12. März 2019                         | Norberto Barba       | Rick Eid                                | 9,33 Mio.       |
| 12         | 12        | Unter Beschuss                 | A New Dawn             | 22. Jan. 2019        | 19. März 2019                         | Terry Miller         | Brian Anthony                           | 7,40 Mio.       |
| 13         | 13        | Ersatzfamilie                  | Partners in Crime      | 12. Feb. 2019        | 7. Okt. 2019                          | Jean De Segonzac     | Claire Demorest                         | 9,45 Mio.       |
| 14         | 14        | Auftragsmord                   | Exposed                | 19. Feb. 2019        | 8. Okt. 2019                          | Norberto Barba       | David Amann                             | 9,06 Mio.       |
| 15         | 15        | Kampf der Geschlechter         | Scorched Earth         | 26. Feb. 2019        | 15. Okt. 2019                         | Nick Gomez           | Rick Eid & Brian Anthony                | 9,45 Mio.       |
| 16         | 16        | Berühmt um jeden Preis         | Invisible              | 12. März 2019        | 22. Okt. 2019                         | Charles S. Carroll   | Joe Halpin                              | 8,95 Mio.       |
| 17         | 17        | Serienkiller                   | Apex                   | 26. März 2019        | 29. Okt. 2019                         | Jean De Segonzac     | Andrew Wilder                           | 9,13 Mio.       |
| 18         | 18        | Auf der Flucht                 | Most Wanted            | 2. Apr. 2019         | 5. Nov. 2019                          | Fred Berner          | René Balcer                             | 9,08 Mio.       |
| 19         | 19        | Interessenskonflikt            | Conflict of Interest   | 16. Apr. 2019        | 12. Nov. 2019                         | Christine Swanson    | Nick Santora                            | 8,76 Mio.       |
| 20         | 20        | Fremdes Herz                   | What Lies Beneath      | 30. Apr. 2019        | 19. Nov. 2019                         | Vincent Misiano      | David Amann                             | 8,86 Mio.       |
| 21         | 21        | Rote Seide                     | Appearances            | 7. Mai 2019          | 26. Nov. 2019                         | Jean De Segonzac     | Joe Halpin                              | 8,76 Mio.       |
| 22         | 22        | Das Leben ist für die Lebenden | Closure                | 14. Mai 2019         | 3. Dez. 2019                          | Nicole Rubio         | Rick Eid                                | 8,56 Mio.       |

## Staffel 2
Die Erstausstrahlung der zweiten Staffel war vom 24. September 2019 bis zum 31. März 2020 auf dem US-amerikanischen Fernsehsender CBS zu sehen. Die deutschsprachige Erstausstrahlung fand vom 2. Juni 2020 bis zum 23. Februar 2021 auf Sat.1 emotions statt.
| Nr. (ges.)                                          | Nr. (St.) | Deutscher Titel            | Originaltitel        | Erstausstrahlung USA | Deutschsprachige Erstausstrahlung (D) | Regie              | Drehbuch                        | Zuschauer (USA) |
| --------------------------------------------------- | --------- | -------------------------- | -------------------- | -------------------- | ------------------------------------- | ------------------ | ------------------------------- | --------------- |
| 23                                                  | 1         | Aus den eigenen Reihen     | Little Egypt         | 24. Sep. 2019        | 2. Juni 2020                          | Arthur W. Forney   | Rick Eid                        | 8,83 Mio.       |
| 24                                                  | 2         | Das Leben der anderen      | The Lives of Others  | 1. Okt. 2019         | 4. Juni 2020                          | Alex Chapple       | David Amann                     | 9,46 Mio.       |
| 25                                                  | 3         | Falsche Helden             | American Idol        | 8. Okt. 2019         | 16. Juni 2020                         | Milena Govich      | Mo Masi                         | 8,70 Mio.       |
| 26                                                  | 4         | Die erste Ordnung          | An Imperfect Science | 15. Okt. 2019        | 18. Juni 2020                         | Jean de Segonzac   | Erica Shelton Kodish            | 8,75 Mio.       |
| 27                                                  | 5         | In den Klauen des Kartells | Crossroads           | 22. Okt. 2019        | 25. Juni 2020                         | Charles S. Carroll | Rick Eid & Clare Demorest       | 8,87 Mio.       |
| 28                                                  | 6         | Insiderhandel              | Outsider             | 5. Nov. 2019         | 2. Juli 2020                          | Stephen Surjik     | Rick Eid & David Amann          | 8,54 Mio.       |
| 29                                                  | 7         | Tödlicher Betrug           | Undisclosed          | 12. Nov. 2019        | 9. Juli 2020                          | Emile Levisetti    | Joe Halpin & Katherine Visconti | 8,87 Mio.       |
| 30                                                  | 8         | Codename: Ferdinand        | Codename: Ferdinand  | 19. Nov. 2019        | 16. Juli 2020                         | Alex Zakrzewski    | David Amann                     | 8,83 Mio.       |
| 31                                                  | 9         | Der Weg aus der Hölle      | Salvation            | 26. Nov. 2019        | 23. Juli 2020                         | Alex Chapple       | Rick Eid                        | 8,81 Mio.       |
| 32                                                  | 10        | Trauma                     | Ties That Bind       | 17. Dez. 2019        | 30. Juli 2020                         | Stephen Surjik     | Claire Demorest                 | 8,47 Mio.       |
| 33                                                  | 11        | Todesengel                 | Fallout              | 7. Jan. 2020         | 5. Aug. 2020                          | Alex Chapple       | David Amann                     | 9,32 Mio.       |
| 34                                                  | 12        | Schwere Entscheidungen     | Hard Decisions       | 14. Jan. 2020        | 28. Jan. 2021                         | Emile Levisetti    | Joe Halpin                      | 8,57 Mio.       |
| 35                                                  | 13        | Vertrauensbruch            | Payback              | 21. Jan. 2020        | 28. Jan. 2021                         | Monica Raymund     | David Amann & Mo Masi           | 9,24 Mio.       |
| 36                                                  | 14        | Gangsta Rapper             | Studio Gangster      | 28. Jan. 2020        | 4. Feb. 2021                          | Alex Chapple       | Rick Eid                        | 9,26 Mio.       |
| 37                                                  | 15        | Gier nach Vergeltung       | Legacy               | 11. Feb. 2020        | 4. Feb. 2021                          | Carl Seaton        | Claire Demorest                 | 8,93 Mio.       |
| 38                                                  | 16        | Panikraum                  | Safe Room            | 18. Feb. 2020        | 11. Feb. 2021                         | Carlos Bernard     | Rick Eid & Joe Halpin           | 9,22 Mio.       |
| 39                                                  | 17        | Gebrochenes Versprechen    | Broken Promises      | 10. März 2020        | 11. Feb. 2021                         | Olivia Newman      | Tamara Jaron                    | 8,30 Mio.       |
| 40                                                  | 18        | Spurlos verschwunden       | American Dreams      | 24. März 2020        | 23. Feb. 2021                         | Terry Miller       | David Amann                     | 10,67 Mio.      |
| Crossover mit FBI: Most Wanted (Folge „Kaltblütig“) |           |                            |                      |                      |                                       |                    |                                 |                 |
| 41                                                  | 19        | Der rettende Strohhalm     | Emotional Rescue     | 31. März 2020        | 23. Feb. 2021                         | Monica Raymund     | Rick Eid & Joe Halpin           | 10,85 Mio.      |

## Staffel 3
Die Erstausstrahlung der dritten Staffel war vom 17. November 2020 bis zum 25. Mai 2021 auf dem US-amerikanischen Fernsehsender CBS zu sehen. Die deutschsprachige Erstausstrahlung fand vom 15. April bis zum 19. Oktober 2021 auf Sat.1 emotions statt.
| Nr. (ges.) | Nr. (St.) | Deutscher Titel           | Originaltitel          | Erstausstrahlung USA | Deutschsprachige Erstausstrahlung (D) | Regie              | Drehbuch                                                       | Zuschauer (USA) |
| ---------- | --------- | ------------------------- | ---------------------- | -------------------- | ------------------------------------- | ------------------ | -------------------------------------------------------------- | --------------- |
| 42         | 1         | Informant                 | Never Trust a Stranger | 17. Nov. 2020        | 15. Apr. 2021                         | Alex Chapple       | Rick Eid                                                       | 8,21 Mio.       |
| 43         | 2         | Chimäre                   | Unreasonable Doubt     | 24. Nov. 2020        | 22. Apr. 2021                         | Jean de Segonzac   | Tom Szentgyorgyi                                               | 8,39 Mio.       |
| 44         | 3         | Nemesis                   | Liar’s Poker           | 8. Dez. 2020         | 29. Apr. 2021                         | Alex Chapple       | Joe Halpin                                                     | 6,71 Mio.       |
| 45         | 4         | Rasende Eifersucht        | Crazy Love             | 24. Jan. 2021        | 11. Mai 2021                          | Jean de Segonzac   | Rick Eid & Tamara Jaron                                        | 8,99 Mio.       |
| 46         | 5         | Lösegeld                  | Clean Slate            | 26. Jan. 2021        | 18. Mai 2021                          | Rose Troche        | Claire Demorest                                                | 8,27 Mio.       |
| 47         | 6         | Countdown                 | Uncovered              | 9. Feb. 2021         | 21. Sep. 2021                         | Alex Chapple       | Kristy Lowrey                                                  | 7,72 Mio.       |
| 48         | 7         | Dilemma                   | Discord                | 2. März 2021         | 21. Sep. 2021                         | Carlos Bernard     | Andy Callahan                                                  | 7,36 Mio.       |
| 49         | 8         | Die üblichen Verdächtigen | Walk the Line          | 9. März 2021         | 28. Sep. 2021                         | Mykelti Williamson | Rick Eid                                                       | 7,66 Mio.       |
| 50         | 9         | Gewissenskonflikt         | Leverage               | 16. März 2021        | 28. Sep. 2021                         | John Polson        | Erica Meredith                                                 | 8,07 Mio.       |
| 51         | 10        | Korrupte Cops             | Checks and Balances    | 6. Apr. 2021         | 5. Okt. 2021                          | Stephen Surjik     | Tamara Jaron & Claire Demorest                                 | 8,07 Mio.       |
| 52         | 11        | Geschwisterbande          | Brother’s Keeper       | 27. Apr. 2021        | 5. Okt. 2021                          | Alex Chapple       | Tom Szentgyorgyi                                               | 7,57 Mio.       |
| 53         | 12        | Väter und Söhne           | Fathers and Sons       | 4. Mai 2021          | 12. Okt. 2021                         | Stephen Surjik     | Rick Eid & Joe Halpin                                          | 8,08 Mio.       |
| 54         | 13        | Schmutziges Geld          | Short Squeeze          | 11. Mai 2021         | 12. Okt. 2021                         | Joanna Kerns       | Rick Eid & Joe Halpin                                          | 7,69 Mio.       |
| 55         | 14        | Rufmord                   | Trigger Effect         | 18. Mai 2021         | 19. Okt. 2021                         | Monica Raymund     | Andy Callahan, Tamara Jaron & Kristy Lowrey                    | 7,59 Mio.       |
| 56         | 15        | Vergeltung                | Straight Flush         | 25. Mai 2021         | 19. Okt. 2021                         | Alex Chapple       | Rick Eid & Joe Halpin Idee: Claire Demorest & Heather Michaels | 7,08 Mio.       |

## Staffel 4
Die Erstausstrahlung der vierten Staffel war vom 21. September 2021 bis zum 17. Mai 2022 auf dem US-amerikanischen Fernsehsender CBS zu sehen. Die deutschsprachige Erstausstrahlung fand vom 15. Juni bis zum 24. August 2022 auf Sat.1 emotions statt.
| Nr. (ges.) | Nr. (St.) | Deutscher Titel           | Originaltitel       | Erstausstrahlung USA | Deutschsprachige Erstausstrahlung (D) | Regie                     | Drehbuch                            | Zuschauer (USA) |
| --- | --------- | ------------------------- | ------------------- | -------------------- | ------------------------------------- | ------------------------- | ----------------------------------- | --------------- |
| 57 | 1         | Mädchenhandel             | All That Glitters   | 21. Sep. 2021        | 15. Juni 2022                         | Alex Chapple              | Rick Eid Idee: Dick Wolf & Rick Eid | 7,12 Mio.       |
| Crossover-Episode, die in FBI Staffel 4, Folge 1 beginnt, mit FBI: Most Wanted Staffel 3, Episode 1 fortgesetzt wird und mit dem Serienauftakt von FBI: International Staffel 1, Episode 1 abgeschlossen wird. |           |                           |                     |                      |                                       |                           |                                     |                 |
| 58 | 2         | Cyberangriff              | Hacktivist          | 28. Sep. 2021        | 15. Juni 2022                         | Jean de Segonzac          | Claire Demorest                     | 7,37 Mio.       |
| 59 | 3         | Explosiv                  | Trauma              | 5. Okt. 2021         | 22. Juni 2022                         | Alex Chapple              | Joe Webb                            | 6,71 Mio.       |
| 60 | 4         | Erkenne dich selbst       | Know Thyself        | 12. Okt. 2021        | 22. Juni 2022                         | Tim Busfield              | Joe Halpin Idee: Jen Frosch         | 6,75 Mio.       |
| 61 | 5         | Doppelleben               | Charlotte’s Web     | 2. Nov. 2021         | 29. Juni 2022                         | Yangzom Brauen            | Claire Demorest & Heather Michaels  | 6,99 Mio.       |
| 62 | 6         | Rachemission              | Allegiance          | 9. Nov. 2021         | 29. Juni 2022                         | John Polson               | Keith Eisner                        | 7,17 Mio.       |
| 63 | 7         | Drogenschulden            | Gone Baby Gone      | 16. Nov. 2021        | 6. Juli 2022                          | Eif Rivera                | Zach Calig                          | 7,61 Mio.       |
| 64 | 8         | Ausgenutzt                | Fire and Rain       | 7. Dez. 2021         | 6. Juli 2022                          | Sharat Raju               | Rick Eid                            | 7,02 Mio.       |
| 65 | 9         | Offene Rechnung           | Unfinished Business | 14. Dez. 2021        | 13. Juli 2022                         | Joe Halpin & J. F. Halpin | Joe Halpin                          | 8,31 Mio.       |
| 66 | 10        | Familienbande             | Fostered            | 4. Jan. 2022         | 13. Juli 2022                         | Stephen Surjik            | Joe Webb & York Walker              | 8,52 Mio.       |
| 67 | 11        | Trauer                    | Grief               | 11. Jan. 2022        | 20. Juli 2022                         | Matthew McLoota           | Keith Eisner                        | 8,45 Mio.       |
| 68 | 12        | Unter Druck               | Under Pressure      | 1. Feb. 2022         | 20. Juli 2022                         | Brenna Malloy             | Claire Demorest                     | 7,54 Mio.       |
| 69 | 13        | Pride and Prejudice       | Pride and Prejudice | 22. Feb. 2022        | 27. Juli 2022                         | Alex Chapple              | Kristy Lowrey & Joe Halpin          | 7,38 Mio.       |
| 70 | 14        | Ambition                  | Ambition            | 8. März 2022         | 27. Juli 2022                         | Jean de Segonzac          | Keith Eisner                        | 7,71 Mio.       |
| 71 | 15        | Brüder                    | Scar Tissue         | 22. März 2022        | 3. Aug. 2022                          | Lisa Robinson             | Heather Michaels                    | 8,03 Mio.       |
| 72 | 16        | Personenschutz            | Protective Details  | 29. März 2022        | 3. Aug. 2022                          | Alex Zakrzewski           | Joe Webb                            | 7,58 Mio.       |
| 73 | 17        | One-Night-Stand           | One Night Stand     | 12. Apr. 2022        | 10. Aug. 2022                         | Alex Chapple              | Rick Eid & Joe Halpin               | 7,39 Mio.       |
| 74 | 18        | In tödlicher Gefahr       | Fear Nothing        | 19. Apr. 2022        | 10. Aug. 2022                         | Jon Cassar                | Rick Eid & Joe Halpin               | 7,51 Mio.       |
| 75 | 19        | Hinter der Maske          | Face Off            | 26. Apr. 2022        | 17. Aug. 2022                         | Jackeline Tejada          | Claire Demorest & York Walker       | 7,56 Mio.       |
| 76 | 20        | Geister der Vergangenheit | Ghost From The Past | 10. Mai 2022         | 17. Aug. 2022                         | Heather Cappiello         | Rick Eid & Joe Halpin               | 7,16 Mio.       |
| 77 | 21        | Kayla                     | Kayla               | 17. Mai 2022         | 24. Aug. 2022                         | Alex Zakrzewski           | Keith Eisner & Joe Webb             | 7,15 Mio.       |

## Staffel 5
Die Erstausstrahlung der fünften Staffel war vom 20. September 2022 bis zum 23. Mai 2023 auf dem US-amerikanischen Fernsehsender CBS zu sehen. Die deutschsprachige Erstausstrahlung fand vom 11. März 2023 bis zum 6. Januar 2024 auf 5+ statt.
| Nr. (ges.) | Nr. (St.) | Deutscher Titel          | Originaltitel              | Erstausstrahlung USA | Deutschsprachige Erstausstrahlung (CH) | Regie                 | Drehbuch                        | Zuschauer (USA) |
| --- | --------- | ------------------------ | -------------------------- | -------------------- | -------------------------------------- | --------------------- | ------------------------------- | --------------- |
| 78 | 1         | Heldenreise              | Hero’s Journey             | 20. Sep. 2022        | 11. März 2023                          | Alex Chapple          | Rick Eid & Joe Halpin           | 6,81 Mio.       |
| 79 | 2         | Blind vor Liebe          | Love is Blind              | 27. Sep. 2022        | 18. März 2023                          | Jon Cassar            | Alexander Maggio                | 7,10 Mio.       |
| 80 | 3         | Der verlorene Sohn       | Prodigal Son               | 4. Okt. 2022         | 4. März 2023                           | Alex Chapple          | Rick Eid                        | 6,97 Mio.       |
| 81 | 4         | Opfer                    | Victim                     | 11. Okt. 2022        | 25. März 2023                          | Carlos Bernard        | Rick Eid & Joe Halpin           | 7,41 Mio.       |
| 82 | 5         | Preis der Loyalität      | Flopped Cop                | 18. Okt. 2022        | 1. Apr. 2023                           | Carl Weathers         | Thomas Kelly                    | 7,11 Mio.       |
| 83 | 6         | Doppeltes Spiel          | Double Bind                | 6. Nov. 2022         | 8. Apr. 2023                           | Alex Chapple          | Claire Demorest                 | 6,88 Mio.       |
| 84 | 7         | Bereit oder nicht        | Ready or Not               | 15. Nov. 2022        | 15. Apr. 2023                          | Stephen Surjik        | Heather Michaels & Thomas Kelly | 7,31 Mio.       |
| 85 | 8         | Unter Wölfen             | Into the Fire              | 22. Nov. 2022        | 22. Apr. 2023                          | Gonzalo Amat          | Joe Webb                        | 7,54 Mio.       |
| 86 | 9         | Vaterliebe               | Fortunate Son              | 13. Dez. 2022        | 29. Apr. 2023                          | Alex Chapple          | Rick Eid & Joe Halpin           | 7,39 Mio.       |
| 87 | 10        | Zweites Leben            | Second Life                | 3. Jan. 2023         | 6. Mai 2023                            | Jon Cassar            | Claire Demorest                 | 7,59 Mio.       |
| 88 | 11        | Kryptoschlüssel          | Heroes                     | 10. Jan. 2023        | 13. Mai 2023                           | Milena Govich         | Rick Eid & Joe Halpin           | 7,44 Mio.       |
| 89 | 12        | Rückfall                 | Breakdown                  | 24. Jan. 2023        | 20. Mai 2023                           | Alex Chapple          | Alexander Maggio                | 7,47 Mio.       |
| 90 | 13        | Protégé                  | Protégé                    | 14. Feb. 2023        | 28. Okt. 2023                          | Stephanie Marquardt   | Joe Webb                        | 7,20 Mio.       |
| 91 | 14        | Risikogeschäfte          | Money for Nothing          | 21. Feb. 2023        | 4. Nov. 2023                           | Rick Eid & Joe Halpin | Jean de Segonzac                | 6,89 Mio.       |
| 92 | 15        | Umsturzpläne             | The Lies We Tell           | 28. Feb. 2023        | 11. Nov. 2023                          | Lisa Robinson         | Rick Eid & Joe Halpin           | 6,81 Mio.       |
| 93 | 16        | Schwarzes Schaf          | Family First               | 14. März 2023        | 18. Nov. 2023                          | Eduardo Sanchez       | York Walker & Thomas Kelly      | 7,16 Mio.       |
| 94 | 17        | Unmittelbare Bedrohung   | Imminent Threat - Part Two | 4. Apr. 2023         | 25. Nov. 2023                          | Alex Chapple          | Rick Eid                        | 6,54 Mio.       |
| Crossover-Episode, die in FBI: International Staffel 2, Episode 16 beginnt, mit FBI Staffel 5, Episode 17 fortgesetzt wird und mit FBI: Most Wanted Staffel 4, Episode 16 abgeschlossen wird. |           |                          |                            |                      |                                        |                       |                                 |                 |
| 95 | 18        | Verpflichtung            | Obligation                 | 11. Apr. 2023        | 2. Dez. 2023                           | Alex Zakrzewski       | Claire Demorest                 | 6,84 Mio.       |
| 96 | 19        | Sünden der Vergangenheit | Sins of the Past           | 18. Apr. 2023        | 9. Dez. 2023                           | Oscar Lozoya          | Thomas Kelly                    | 6,76 Mio.       |
| 97 | 20        | Verlorenes Vertrauen     | Sisterhood                 | 25. Apr. 2023        | 16. Dez. 2023                          | Timothy Busfield      | Rick Eid & Joe Halpin           | 6,80 Mio.       |
| 98 | 21        | Privilegien              | Privilege                  | 9. Mai 2023          | 23. Dez. 2023                          | Carlos Bernard        | Claire Demorest                 | 6,46 Mio.       |
| 99 | 22        | Zerrissen                | Torn                       | 16. Mai 2023         | 30. Dez. 2023                          | Yangzom Brauen        | Thomas Kelly                    | 6,58 Mio.       |
| 100 | 23        | Gottkomplex              | God Complex                | 23. Mai 2023         | 6. Jan. 2024                           | Alex Chapple          | Rick Eid & Joe Halpin           | 6,54 Mio.       |

## Staffel 6
Die Erstausstrahlung der sechsten Staffel war vom 13. Februar bis zum 21. Mai 2024 auf dem US-amerikanischen Fernsehsender CBS zu sehen. Die deutschsprachige Erstausstrahlung fand vom 24. August bis zum 9. November 2024 auf 5+ statt.
| Nr. (ges.) | Nr. (St.) | Deutscher Titel             | Originaltitel      | Erstausstrahlung USA | Deutschsprachige Erstausstrahlung (CH) | Regie            | Drehbuch                          | Zuschauer (USA) |
| ---------- | --------- | --------------------------- | ------------------ | -------------------- | -------------------------------------- | ---------------- | --------------------------------- | --------------- |
| 101        | 1         | Blinde Wut                  | All the Rage       | 13. Feb. 2024        | 24. Aug. 2024                          | Alex Chapple     | Rick Eid & Joe Halpin             | 7,70 Mio.       |
| 102        | 2         | Acht Jahre                  | Remorse            | 20. Feb. 2024        | 24. Aug. 2024                          | Carlos Bernard   | Alexander Maggio                  | 7,13 Mio.       |
| 103        | 3         | Auf schmalem Grat           | Stay in Your Lane  | 27. Feb. 2024        | 31. Aug. 2024                          | Alex Chapple     | Rick Eid & Joe Halpin             | 6,38 Mio.       |
| 104        | 4         | Radikalisiert               | Creating a Monster | 12. März 2024        | 7. Sep. 2024                           | Milena Govich    | Peter Elkoff                      | 7,12 Mio.       |
| 105        | 5         | Beschützerinstinkt          | Sacrifice          | 19. März 2024        | 14. Sep. 2024                          | Laura Belsey     | Bryce Ahart & Stephanie McFarlane | 7,12 Mio.       |
| 106        | 6         | Unvorhergesehen             | Unforeseen         | 26. März 2024        | 21. Sep. 2024                          | Milena Govich    | Joe Halpin & Marley Schneier      | 6,76 Mio.       |
| 107        | 7         | Der unsichtbare Feind       | Behind the Veil    | 2. Apr. 2024         | 28. Sep. 2024                          | Eric Laneuville  | Peter Elkoff & Alexander Maggio   | 6,88 Mio.       |
| 108        | 8         | Phantom                     | Phantom            | 9. Apr. 2024         | 5. Okt. 2024                           | Jean de Segonzac | Rick Eid                          | 6,40 Mio.       |
| 109        | 9         | Tödliche Diamanten          | Best Laid Plans    | 16. Apr. 2024        | 12. Okt. 2024                          | Alex Chapple     | Rick Eid & Joe Halpin             | 7,09 Mio.       |
| 110        | 10        | Der Weg ins Paradies        | Family Affair      | 23. Apr. 2024        | 19. Okt. 2024                          | Alex Zakrzewski  | Bryce Ahart & Stephanie McFarlane | 7,03 Mio.       |
| 111        | 11        | Niemand wird zurückgelassen | No One Left Behind | 7. Mai 2024          | 26. Okt. 2024                          | Monica Raymund   | Peter Elkoff                      | 6,13 Mio.       |
| 112        | 12        | Vergiftete Drogen           | Consequences       | 14. Mai 2024         | 2. Nov. 2024                           | Carlos Bernard   | Alexander Maggio                  | 5,99 Mio.       |
| 113        | 13        | Feuerring                   | Ring of Fire       | 21. Mai 2024         | 9. Nov. 2024                           | Alex Chapple     | Rick Eid & Joe Halpin             | 6,14 Mio.       |

## Staffel 7
Die Erstausstrahlung der siebten Staffel war vom 15. Oktober 2024 bis zum 20. Mai 2025 auf dem US-amerikanischen Fernsehsender CBS zu sehen. Die deutschsprachige Erstausstrahlung findet seit dem 26. Mai 2025 auf ATV2 statt.
| Nr. (ges.) | Nr. (St.) | Deutscher Titel          | Originaltitel | Erstausstrahlung USA | Deutschsprachige Erstausstrahlung (A) | Regie            | Drehbuch                                   | Zuschauer (USA) |
| ---------- | --------- | ------------------------ | ------------- | -------------------- | ------------------------------------- | ---------------- | ------------------------------------------ | --------------- |
| 114        | 1         | Im Stich gelassen        | Abandoned     | 15. Okt. 2024        | 26. Mai 2025                          | Alex Chapple     | Mike Weiss                                 | 5,89 Mio.       |
| 115        | 2         | Falsches Vertrauen       | Trusted       | 22. Okt. 2024        | 2. Juni 2025                          | Milena Govich    | Aaron Ginsburg                             | 5,88 Mio.       |
| 116        | 3         | Schrei nach Liebe        | Détente       | 29. Okt. 2024        | 16. Juni 2025                         | Laura Belsey     | Ryan Maldonado & Eduardo Javier Canto      | 5,61 Mio.       |
| 117        | 4         | Der Stalker              | Doubted       | 12. Nov. 2024        | 23. Juni 2025                         | Alex Chapple     | Bryce Ahart & Stephanie McFarlane          | 6,31 Mio.       |
| 118        | 5         | Mord an der Uni          | Pledges       | 19. Nov. 2024        | 30. Juni 2025                         | Jon Cassar       | Sabir Pirzada                              | 6,55 Mio.       |
| 119        | 6         | Makellos                 | Perfect       | 3. Dez. 2024         | 7. Juli 2025                          | Cory Bowles      | Mae Smith                                  | 6,66 Mio.       |
| 120        | 7         | Verschwörungstheorien    | Monumental    | 10. Dez. 2024        | 14. Juli 2025                         | Eriq La Salle    | Matthew S. Partney                         | 6,58 Mio.       |
| 121        | 8         | Gold                     | Riptide       | 17. Dez. 2024        | 21. Juli 2025                         | Jean de Segonzac | Woody Straussner                           | 6,68 Mio.       |
| 122        | 9         | Sinkflug                 | Descent       | 28. Jan. 2025        | 28. Juli 2025                         | Carlos Bernard   | Aaron Ginsburg                             | 6,22 Mio.       |
| 123        | 10        | Wachsende Zweifel        | Redoubt       | 4. Feb. 2025         | 4. Aug. 2025                          | Alex Chapple     | Mike Weiss                                 | 5,98 Mio.       |
| 124        | 11        | El Diablo                | Shelter       | 11. Feb. 2025        | 11. Aug. 2025                         | Jon Cassar       | Ryan Maldonado & Eduardo Javier Canto      | 6,05 Mio.       |
| 125        | 12        | Schmetterling            | Manhunt       | 18. Feb. 2025        | 18. Aug. 2025                         | Nelson McCormick | Bryce Ahart & Stephanie McFarlane          | 6,55 Mio.       |
| 126        | 13        | Späte Rache              | Unearth       | 25. Feb. 2025        | –                                     | Jean de Segonzac | Woody Straussner                           | 6,28 Mio.       |
| 127        | 14        | Tödliche Geschwindigkeit | Hitched       | 11. März 2025        | –                                     | Alex Chapple     | Mae Smith                                  | 6,43 Mio.       |
| 128        | 15        | Katz und Maus            | Acolyte       | 18. März 2025        | –                                     | Loren Yaconelli  | Bryce Ahart & Stephanie McFarlane          | 6,19 Mio.       |
| 129        | 16        | Schutzlos ausgeliefert   | Covered       | 1. Apr. 2025         | –                                     | Alex Chapple     | Sabir Pirzada                              | 6,01 Mio.       |
| 130        | 17        | –                        | Lineage       | 8. Apr. 2025         | –                                     | Milena Govich    | Woody Strassner, Mae Smith & Sabir Pirzada | 6,01 Mio.       |
| 131        | 18        | –                        | Blkpill       | 15. Apr. 2025        | –                                     | Jon Cassar       | Ryan Maldonado & Eduardo Javier Canto      | 5,77 Mio.       |
| 132        | 19        | –                        | Partner       | 22. Apr. 2025        | –                                     | Eriq La Salle    | Matthew S. Partney                         | 5,96 Mio.       |
| 133        | 20        | –                        | Startup       | 6. Mai 2025          | –                                     | Peter Stebbings  | Aaron Ginsburg                             | 5,64 Mio.       |
| 134        | 21        | –                        | Devoted       | 13. Mai 2025         | –                                     | Carlos Bernard   | Suhana Chander & Aaron Ginsberg            | 5,73 Mio.       |
| 135        | 22        | –                        | A New Day     | 20. Mai 2025         | –                                     | Alex Chapple     | Mitch Kampf & Mike Weiss                   | 6,17 Mio.       |